# Pontile di Southend

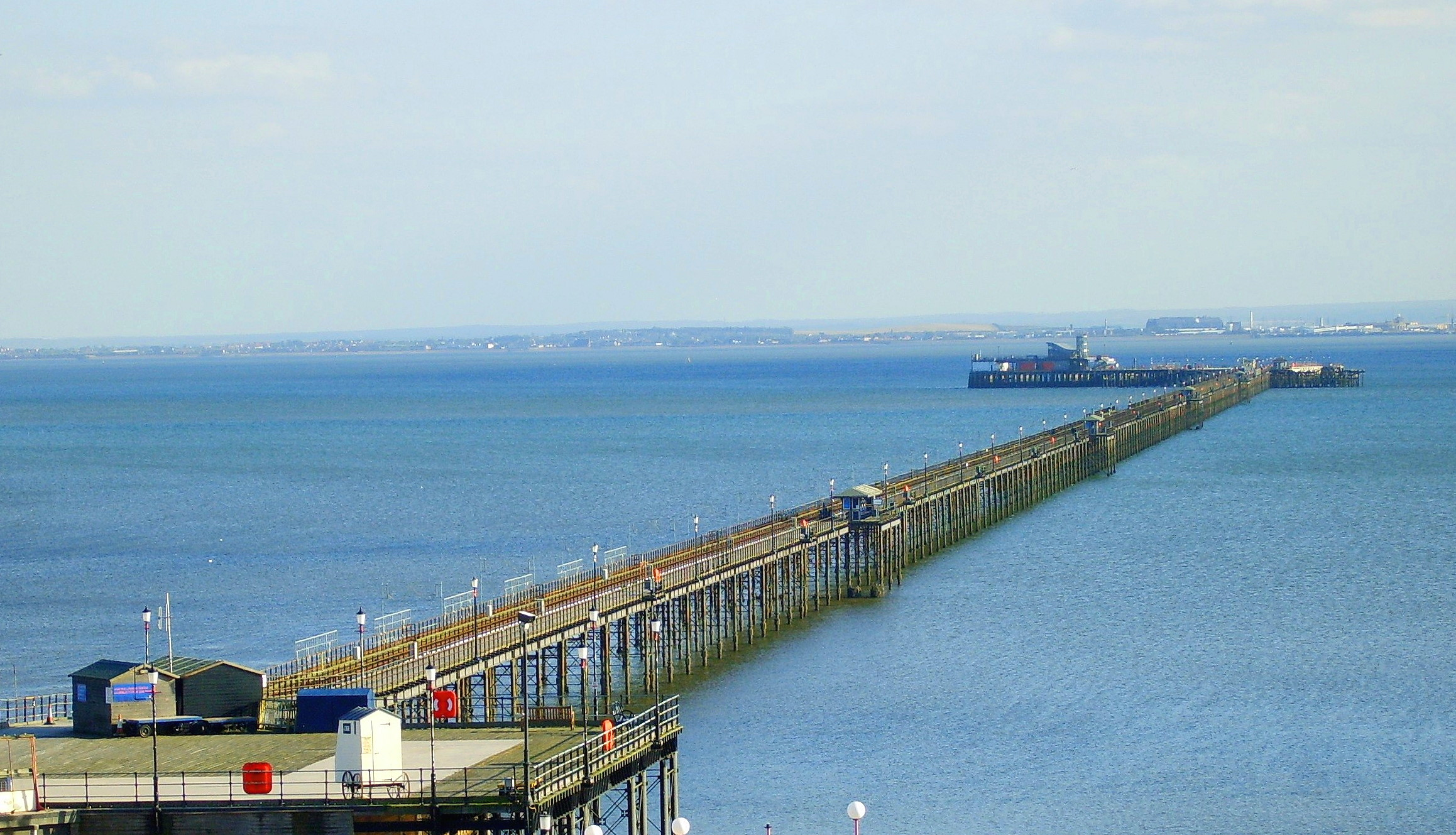
Veduta del pontile

Il Pontile di Southend (in inglese Southend Pier) è un pontile e importante attrazione turistica situato a Southend-on-Sea, Essex, Regno Unito. Si tratta del più lungo pontile del mondo, con 2158 metri di estensione nell'estuario del Tamigi.